# S1 Core
El S1 Core es un diseño libre de microprocesador desarrollado por SymplyRISC. De acuerdo con el T1 de UltraSPARC de Sun Microsystems, la base S1 se licencia bajo la licencia GNU, que Sun fue la licencia que eligió para el proyecto de OpenSPARC. La meta principal del proyecto es mantener la base S1 tan simple como sea posible animar a los desarrolladores. Las diferencias principales entre el T1 y S1 incluyen: 
- La base S1 tiene solamente una base de 64-bit de SPARC (que apoya 4 hilos de rosca independientes de ejecución) en vez de 8 núcleos
- La base S1 agrega un puente de Wishbone, un regulador del reajuste y un regulador de interrupción básico